# Deutsche Vereinigung für gewerblichen Rechtsschutz und Urheberrecht
Die Deutsche Vereinigung für gewerblichen Rechtsschutz und Urheberrecht (GRUR e. V.) ist eine Organisation aus Juristen sowie aus Unternehmen und Verbänden. Ziel der Vereinigung ist neben der wissenschaftlichen Fortbildung ein Ausbau des Urheberrechts und des gewerblichen Rechtsschutzes einschließlich des Wettbewerbsrechts. Zur Erreichung der Ziele werden Forschungsprojekte unterstützt.
Die Vereinigung wurde 1891 gegründet. Sie gibt mehrere Fachzeitschriften heraus, die zu den führenden auf ihrem Gebiet zählen:
- Gewerblicher Rechtsschutz und Urheberrecht (GRUR),
- Gewerblicher Rechtsschutz und Urheberrecht, Rechtsprechungs-Report (GRUR-RR),
- GRUR International (ehemals Gewerblicher Rechtsschutz und Urheberrecht, Internationaler Teil), gemeinsam mit dem Max-Planck-Institut für Innovation und Wettbewerb,
- Gewerblicher Rechtsschutz und Urheberrecht – Praxis im Immaterialgüter- und Wettbewerbsrecht (GRUR-Prax)